# 江绵乡
江绵乡（藏語：ལྕང་སྨད་，威利转写：lcang smad），是中华人民共和国西藏自治区那曲市巴青县下辖的一个乡镇级行政单位。

## 行政区划
江绵乡下辖以下地区：
玛钦格村、察曲松多村、门普地亚村、桑雄底玛村、多崩塘村、贡钦村、古汝卡村、其木库村、门热达村、坡荣塘村、索日亚那村、尼普庆村、玛尼央嘎村、帕布达村、帕觉央日村和夏汝卡多村。